# Triaenostreptus lykophorus
Triaenostreptus lykophorus är en mångfotingart som först beskrevs av Carl Graf Attems 1934.  Triaenostreptus lykophorus ingår i släktet Triaenostreptus och familjen Spirostreptidae. Inga underarter finns listade i Catalogue of Life.